# 拉查拉克

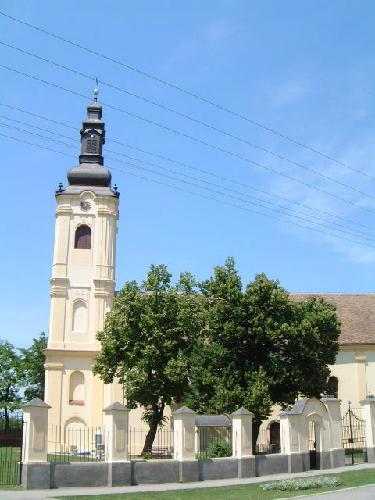

拉查拉克是塞爾維亞的城鎮，由伏伊伏丁那自治省負責管轄，位於該國西北部，面積55平方公里，海拔高度78米，該地區自新石器時代有人類居住，2002年人口10,893。

## 外部連結
- Laćarak Internet portal
- Laćarak Forum
- Sremski Oglasi

45°00′N 19°34′E / 45.000°N 19.567°E